# ニコラオス・リトラス
ニコラオス・リトラス（Nikolaos Lytras、ギリシア語: Νικόλαος Λύτρας、1883年5月2日 - 1927年12月1日）はギリシャの画家である。人物画、静物画、風景画を描いた。

## 略歴
アテネで生まれた。父親のニキフォロス・リトラスは画家でアテネの美術学校(ギリシア語: Ανωτάτη Σχολή Καλών Τεχνώνς)で教授を務めていた。1902年から1906年の間、アテネ美術学校で、父親やゲオルギオス・ヤコビディスに学び 、その後、ドイツに移り、ミュンヘン美術院でルートヴィヒ・フォン・レフツらに学んだ。1912年までミュンヘンに滞在した。当時ミュンヘンで活動していた表現主義画家たちの集団（「青騎士」と呼ばれることになる）からも影響を受けた。
バルカン戦争が始まると、将校として召集され、トルコの要塞のスケッチなどもした。いくつかの勲章を受勲し、アテネに戻り、その後はギリシャで活動した。ギリシャ芸術家協会の展覧会に参加し、亡くなった彫刻家のラザロス・ソホス(Lazaros Sochos)が使っていたスタジオに共同のスタジオを開いた。
この時代のヨーロッパでは保守的なアカデミーの権威に対抗する「分離派」の運動がひろがっていて、リトラスは、コンスタディノス・パルテニス(Konstantinos Parthenis)と、ドイツでアカデミック美術を学んできた世代の画家たちの権威に対抗するために1917年に美術集団「Ομάδα Τέχνη」を設立した。このグループは、イギリス、フランスとの協調を進める有力な政治家（首相）のエレフテリオス・ヴェニゼロスによって支援された。
父親がミュンヘンで学んだアカデミック美術を教えていた代表的な画家であったが、リトラスは1923年にアテネの美術学校の校長の職をパルテニスと争って、校長に任じられた。美術学校の体制を改革したが、1927年に結核で死去した。

## 作品

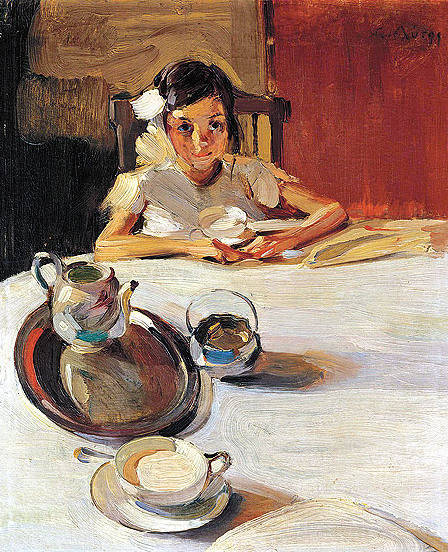
ミルク(1917年以前)
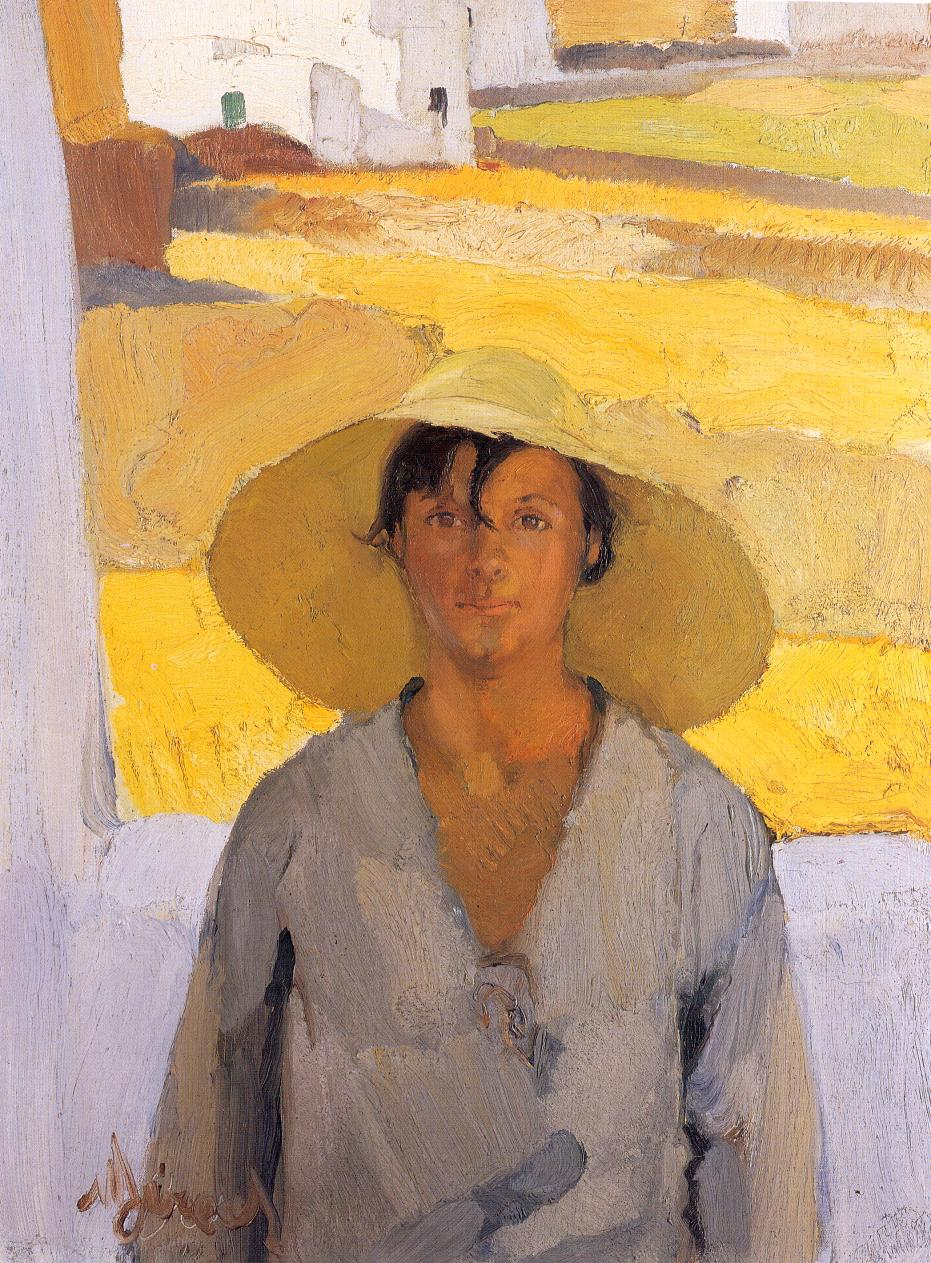
麦わら帽子 (c.1925)
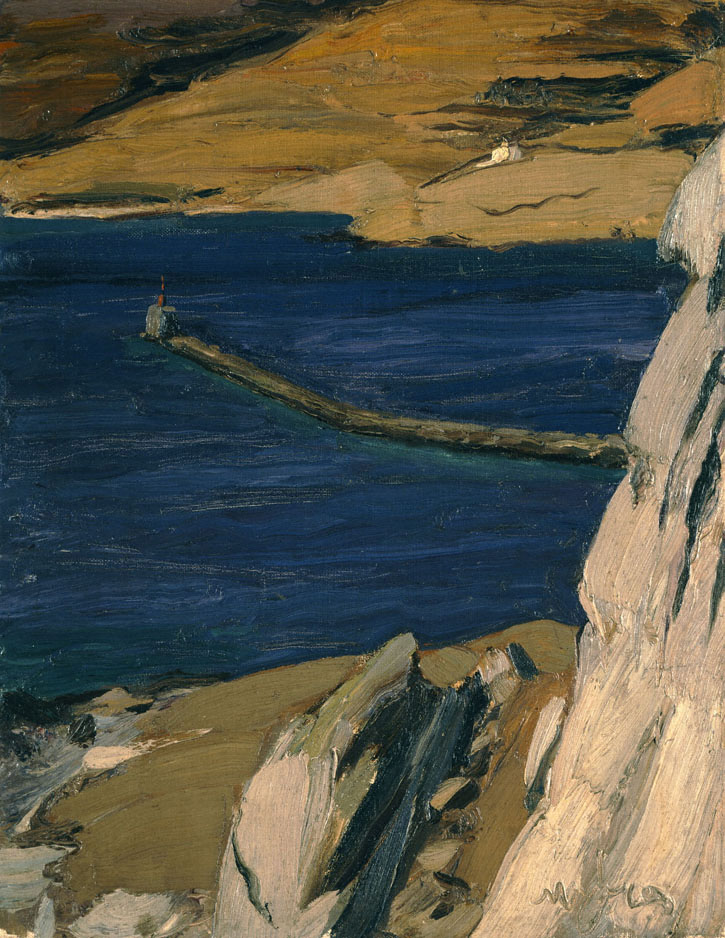
灯台　(1924/1926)
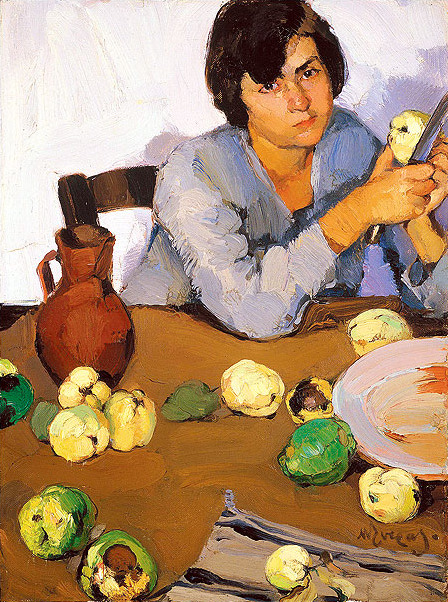
マルメロの実をむく女性 (c.1925)

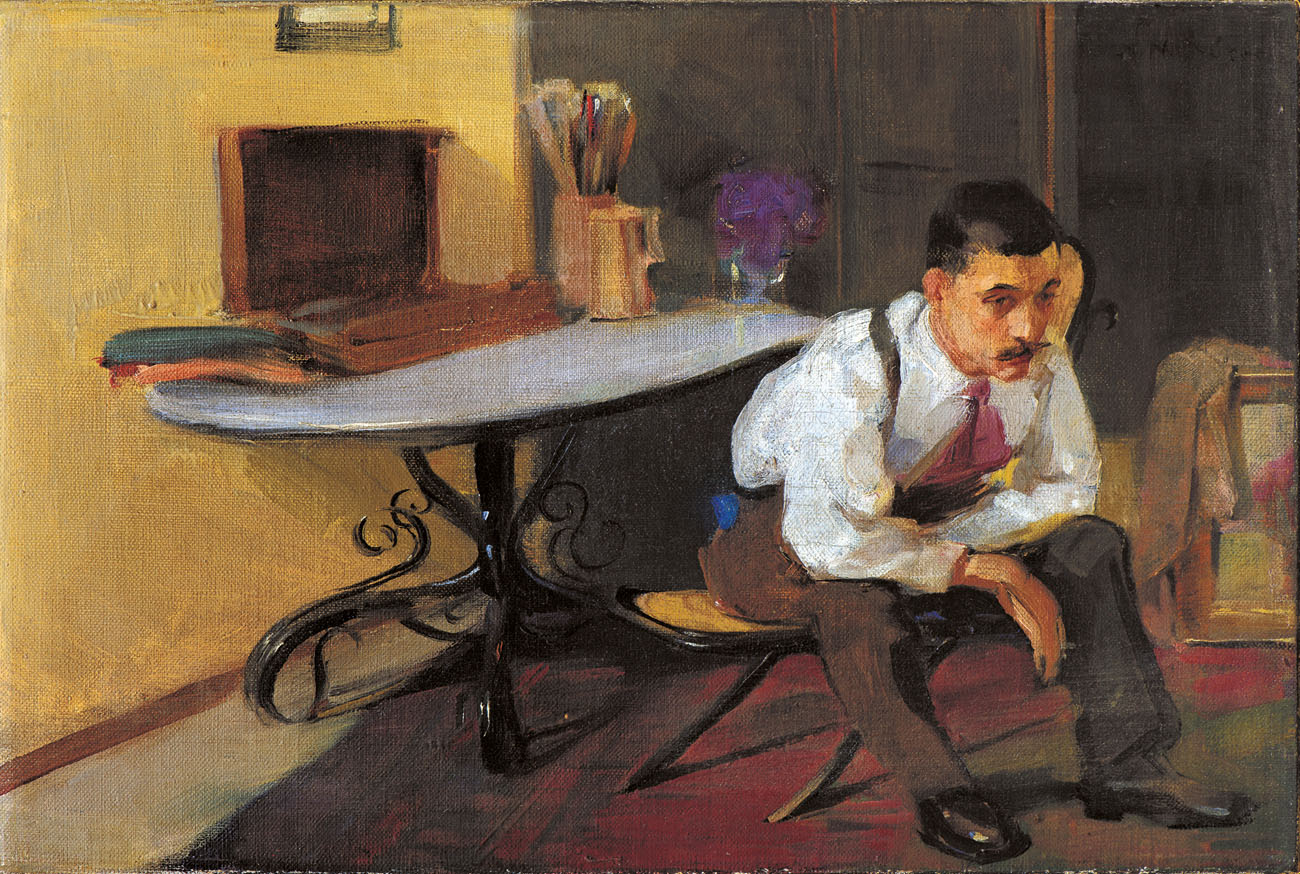
アトリエの画家
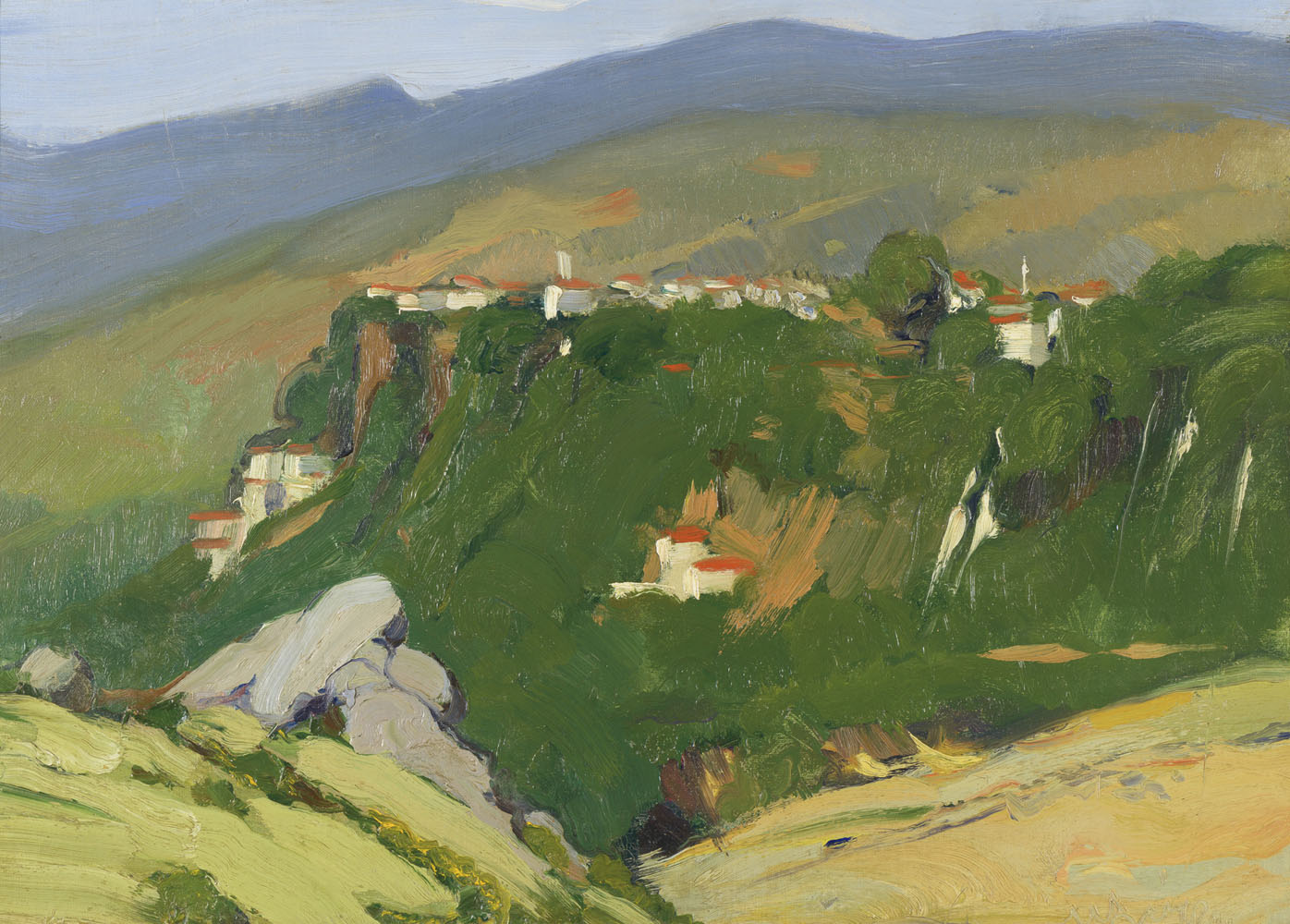
エデッサの風景 (1920)
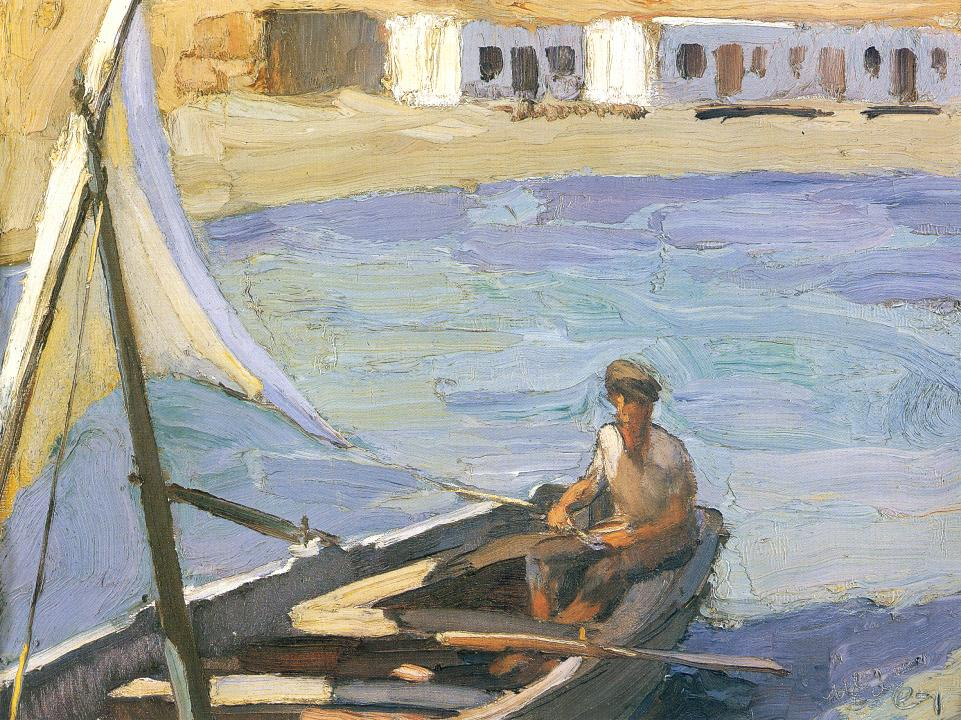
ボート

## 関連図書
- Aphrodite Kouria, Νίκος Λύτρας: χτίζοντας με το χρώμα και το φως (Nikolaos Lytras: Building with Color and Light). National Gallery (Athens), 2008. ISBN 978-960-201-191-1